# 윤천뢰 묘역 및 신도비
윤천뢰 묘역 및 신도비는 대한민국 경기도 남양주시 별내동에 있는 무덤이다. 2004년 12월 24일 남양주시의 향토유적 제5호로 지정되었다.

## 개요
윤천뢰(尹天賚: 1617~1695)는 조선 후기 무신으로 본관은 파평(坡平)이며, 자는 대여(代餘)이다. 묘역은 별내면 화접리에 있으며 봉분(封墳)은 단분(單墳)으로 정부인(貞夫人) 초계정씨(草溪鄭氏)와의 합장묘이다. 원형호석을 둘렀으며 호석 전면의 중앙에는 ‘乙’ 자를 새기고, 후면 중앙에는 ‘辛’ 자를 새겨 이 묘역이 신좌을향(辛坐乙向)의 좌향을 가지고 있음을 기록하고 있다.